# Viktor Järnberg
Viktor Järnberg, folkbokförd Nils Viktor Jernberg, född 21 januari 1903 i Alfta församling i Gävleborgs län, död 22 januari 1980 i Hässleholms församling i dåvarande Kristianstads län, var en svensk musiker (dragspelare), textförfattare, kompositör och instrumentmakare.
Viktor Järnberg var medlem i Hälsingepojkarna och är upphovsman till bland annat låten Tiggarflickan.
Han var 1932–1940 gift med sångerskan Anna Öst (1910–2011), med vilken han fick barnen Berndt Öst (1930–2017), Johnny Öst (1933–2008) och Rolf Öst (1936-2018). Från 1942 till sin död var han sedan gift med Magda Louise Brandt (1906–1982).
Han är begravd i Brandts familjegrav på Hässleholms östra begravningsplats.